# Enzo Ardigó
Enzo Centenario Argentino Ardigó (Cañada de Gómez, Santa Fe, 25 de mayo de 1910 - Montevideo, Uruguay, 20 de febrero de 1977) fue un popular locutor y comentarista argentino, figura destacada de la radiofonía nacional entre los años '40 y '70 del siglo XX.

## Carrera

### Como locutor y editor
Desde 1941 había formado una dupla relatora deportiva con Eduardo Pelliciari en la emisora Mitre de Buenos Aires.
En 1944 fue el responsable en presentar el libro 'Versos de mi ciudad, escrito por el poeta Héctor Gagliardi.
Durante 1951 relató como comentaristas varios partidos emitidos por Canal 7 colaborando activamente en el primer partido televisado de la Argentina, River contra San Lorenzo con un resultado de 1-1.
En 1955 condujo junto a Miguel Ángel Merlo el programa Acertadas deportivas. En 1960 presentó el programa Yo fui testigo.
Trabajó con otros personajes de la radiofonía como Horacio Besio, Valentín Viloria y Joaquín Carballo Serantes transmitiendo los triunfos del seleccionado en los sudamericanos de los años ’40 y ’50, y también el fallido retorno a los campeonatos del mundo en 1958. Por aquel momento estuvieron a punto de convertir a Radio El Mundo en la única emisora argentina en Suecia, aunque a último momento se sumó Radio Belgrano, con Eugenio Ortega Morenoy Roberto Moreno .
Fue uno de los comentaristas más importantes del fútbol rioplatense, de voz y estilo inconfundibles, integró una dupla siempre recordada con José María Muñoz, en el programa La oral deportiva en Radio Rivadavia en la década del ´30, a principios de la década del ´60, en 1965 se sumó Cacho Fontana como locutor comercial, dejando establecido un trío históricamente inigualable, según las mediciones de audiencia realizadas en 1968, el 85% de las radios encendidas sintonizaba Rivadavia.
En 1973 participó en las trasmisiones de fútbol del programa Deportes hoy, deportes ayer, junto con Eugenio Ortega Moreno y Guillermo Tippito. También en ese año estuvo en el programa Argentinísima, junto a Julio Márbiz.
Trabajó también en la emisora Colonia y como director de la revista "Goles".
Fue un reconocido director de la revista Radiolandia fundada en 1936.
Acompañó a otros periodistas como Alfredo Curcu, Víctor Hugo Morales  y Horacio García Blanco. Integró también el conjunto de Radio Splendid, junto a Adolfo Pedernera, B. Macías y E. Lazatti.
Formó parte de los cronistas cinematográficos de la Argentina interviniendo como jurado en el Festival de Cine de Mar del Plata.
Junto a Carlos Muñoz viajó en 1975 a España para relatar un partido de Peñarol. Muñoz supo decir una vez 

"Ardigó fue el mejor analista de fútbol que recuerdo y además fue un ser humano excepcional. Era un hombre muy preparado. Siempre me estimuló y me dio mucha confianza, en lo que yo tenía que hacer que era relatar."

## Filmografía
Como actor:
- 1948: Pelota de trapo, interpretándose a sí mismo.

Como guionista:
- 1949: Esperanza.

## Televisión
- 1951: Fútbol del Canal 7.
- 1955: Acertadas deportivas.
- 1960: Yo fui testigo.
- 1967: No estamos solos, programa de corte periodístico-solidario emitido por Canal 13.
- 1968: Regalos de reyes, programa infantil por Canal 13.
- 1973: Deportes hoy, deportes ayer.
- 1973: Argentinísima.

## Vida privada
Estuvo casado por muchos años con su mujer Hilda Ardigó, mientras tuvo un sonado y oculto romance con la actriz y vedette Maruja Montes. Hilda al enterarse de esta infidelidad irrumpió en el teatro donde estaba Maruja y la arrastró literalmente de los pelos.

## Fallecimiento
Enzo Argentino Ardigó murió inesperadamente el 20 de febrero de 1977 en la puerta de la cabina del estadio Centenario en Uruguay víctima de un paro cardiorrespiratorio, la noche en la que ese país jugó 35 minutos contra el Santos de Brasil. Tenía 66 años.